# Esquerda Republicana da Catalunha
Esquerda Republicana da Catalunha (em catalão: Esquerra Republicana de Catalunya, ERC) é um partido político fundado em Barcelona (Catalunha, Espanha) em 1931 e atualmente também com presença, minoritária, na Comunidade Valenciana (como Esquerda Republicana do País Valenciano) e ilhas Baleares e no Rossilhão. De ideologia independentista catalã e social-democrata, embora originalmente federalista, apoia a independência da República Catalã e dos territórios de língua catalã, os Países Catalães.
Esquerra, partido de relevantes políticos catalães como Francesc Macià, Lluís Companys ou Josep Tarradellas, desenvolveu um papel de destaque na política catalã e espanhola durante a Segunda República, durante a luta anti-franquista e a Transição espanhola à democracia.
Esquerra conta atualmente com cerca de 10 000 militantes. O presidente do partido é Oriol Junqueras e a secretária general Marta Rovira.

## Fundação do Partido
Na década de 1930, a atmosfera social em Barcelona lidava com os novos movimentos sociais emergentes, como o feminismo, o sindicalismo e o independentismo, bem como com a desconfiança em relação aos políticos atuais. 
A Primeira Guerra Mundial modificou as fronteiras da  Europa e, sobretudo, abriu feridas que, apesar do fim do conflito, permaneceram abertas e adormecidas. O fim da guerra foi decidido pelas potências aliadas na Conferência de Paz de Paris de 1919 com o Tratado de Versalhes, que marcaria os anos seguintes. 
O fim da guerra trouxe consigo um período de instabilidade política, em que as democracias liberais entraram em crise e a ascensão do fascismo começou em países como Itália, Alemanha e Espanha com a ditadura de Primo de Rivera. E, ao mesmo tempo, há um boom de movimentos operários de inspiração socialista ou comunista bebendo do triunfo bolchevique da Revolução Russa de 1917.
O pós-guerra também ficou marcado pelos Loucos Anos 20, em alguns países da Europa, mas sentido sobretudo nos Estados Unidos. A indústria americana aproveita a oportunidade para exportar tudo o que os europeus ainda não podem fabricar. No entanto, os EUA continuam a produzir mesmo quando os países europeus já começam a consumir produtos próprios, o que se traduz num excesso de produção. O crash da bolsa afeta drasticamente a economia e entra-se no que é considerado a pior crise econômica da história, causando suicídios e arruinando famílias e empresas em todo o país. 
Neste contexto turbulento, há um acontecimento que gera um certo impacto na Catalunha: a independência da República da Irlanda, conseguida após uma guerra liderada pelo Exército Republicano Irlandês (IRA) e pela polícia irlandesa e voluntários britânicos. Alguns anos antes, havia sido fundado o Sinn Féin, que também exerceu forte influência na Catalunha, especificamente em Francesc Macià e na fundação do Estat Català.
Todos estes fatores globais juntaram-se ao que era vivido pela sociedade espanhola e, em particular, a sociedade catalã. A Semana Trágica Espanhola foi uma série de distúrbios e confrontos que ocorreram em julho de 1909, principalmente em Barcelona, devido ao recrutamento forçado de soldados para a Guerra de Marrocos e outras tensões sociais e políticas. Os distúrbios resultaram em confrontos violentos entre manifestantes e as forças do governo, deixando um número significativo de mortos e feridos.

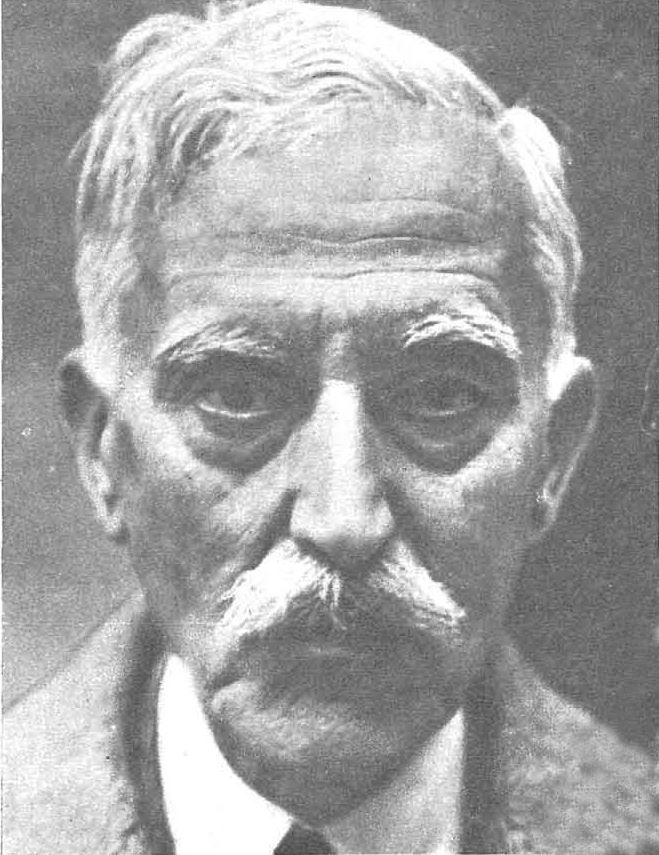
Francesc Macià, primeiro presidente da Generalitat.

Em maio de 1930, o semanário L'Opinió, dirigido por Joan Lluhí i Vallescà, publicou o Manifest d’Intelligència Republicana, assinado, entre outros, por Lluís Companys, Antoni Rovira i Virgili, Jaume Aiguader, Martí Barrera e Joan Casanovas. É o primeiro início de uma campanha para que a esquerda e o republicanismo se unam e façam uma frente conjunta nas eleições municipais de 1931, criando uma poderosa alternativa à Lliga e tentando transformá-las em paus mandados da coroa, em um momento de decomposição do sistema monárquico do Estado espanhol. Este manifesto apela explicitamente à "instauração da República Democrática".
O primeiro congresso da Esquerra Republicana de Catalunya ocorreu em 1931 no Barri de Sants, um bairro operário de Barcelona.  A ERC se apresentou como a verdadeira força anti-monárquica, procurando harmonizar a ideia de Catalunha com a luta contra as injustiças sociais. Com foco em uma estratégia eleitoral, a ERC tentou aproveitar as tradições revolucionárias locais, se definindo como um partido revolucionário comprometido em garantir segurança e dignidade para a classe trabalhadora.
Com a espetacular vitória nas eleições autárquicas de 1931, iniciou-se um período de forte movimento político: proclamou-se a República, restaurou-se o autogoverno, foi aprovado um Estatuto de Autonomia significativamente reduzido, a ERC tornou-se um partido de massas e as mulheres deram o salto para a política.
Após intensas negociações com o governo provisório da Segunda República Espanhola, a Generalitat da Catalunha foi recuperada e Francesc Macià tornou-se o primeiro presidente do governo provisório catalão. Dessa forma, foi restabelecida a instituição de autogoverno que havia sido dissolvida em 1714 com a perda da soberania nacional em decorrência do Decreto de Nueva Planta. A partir desse momento, a Esquerra Republicana vencerá todas as eleições que se realizarão no âmbito da Segunda República Espanhola. Nas eleições para o Parlamento de novembro de 1932, o partido, que estava em coalizão com a União Socialista da Catalunha, obteve uma vitória clara com 67 dos 85 assentos na câmara catalã. Francesc Macià é eleito presidente do novo governo, enquanto Lluís Companys é eleito presidente do Parlamento da Catalunha.

## Resultados Eleitorais

### Eleições legislativas de Espanha

#### Resultados apenas referentes à Catalunha
| Data    | CI. | Votos     | %            | +/-     | Deputados | +/-     | Status            |
| ------- | --- | --------- | ------------ | ------- | --------- | ------- | ----------------- |
| 1977    | 6.º | 143 954   | 4,7 / 100,0  |         | 1 / 47    |         | Oposição          |
| 1979    | 5.º | 123 452   | 4,2 / 100,0  | 0,5     | 1 / 47    | Estável | Oposição          |
| 1982    | 5.º | 138 118   | 4,0 / 100,0  | 0,2     | 1 / 47    | Estável | Oposição          |
| 1986    | 6.º | 84 628    | 2,7 / 100,0  | 1,3     | 0 / 47    | 1       | Extra-parlamentar |
| 1989    | 6.º | 84 756    | 2,7 / 100,0  | Estável | 0 / 46    | Estável | Extra-parlamentar |
| 1993    | 5.º | 186 784   | 5,1 / 100,0  | 2,4     | 1 / 47    | 1       | Oposição          |
| 1996    | 5.º | 162 545   | 4,2 / 100,0  | 0,9     | 1 / 46    | Estável | Oposição          |
| 2000    | 4.º | 190 292   | 5,6 / 100,0  | 1,4     | 1 / 46    | Estável | Oposição          |
| 2004    | 3.º | 638 902   | 15,9 / 100,0 | 10,3    | 8 / 47    | 7       | Apoio parlamentar |
| 2008    | 4.º | 291 532   | 7,8 / 100,0  | 8,1     | 3 / 47    | 5       | Oposição          |
| 2011    | 5.º | 244 854   | 7,1 / 100,0  | 0,7     | 3 / 47    | Estável | Oposição          |
| 2015    | 2.º | 601 782   | 16,0 / 100,0 | 8,9     | 9 / 47    | 6       | Oposição          |
| 2016    | 2.º | 629 294   | 18,2 / 100,0 | 2,2     | 9 / 47    | Estável | Oposição          |
| 04/2019 | 1.º | 1 015 355 | 24,6 / 100,0 | 6,4     | 15 / 48   | 6       | Oposição          |
| 11/2019 | 1.º | 869 934   | 22,6 / 100,0 | 2,0     | 13 / 48   | 2       |                   |

### Eleições regionais da Catalunha
| Data | CI.             | Votos           | %               | +/-             | Deputados | +/- | Status            |
| ---- | --------------- | --------------- | --------------- | --------------- | --------- | --- | ----------------- |
| 1980 | 5.º             | 241 711         | 8,9 / 100,0     |                 | 14 / 135  |     | Apoio parlamentar |
| 1984 | 5.º             | 126 971         | 4,4 / 100,0     | 4,5             | 5 / 135   | 9   | Governo           |
| 1988 | 5.º             | 111 647         | 4,1 / 100,0     | 0,3             | 6 / 135   | 1   | Oposição          |
| 1992 | 3.º             | 210 366         | 8,0 / 100,0     | 3,9             | 11 / 135  | 5   | Oposição          |
| 1995 | 5.º             | 305 867         | 9,4 / 100,0     | 1,4             | 13 / 135  | 2   | Oposição          |
| 1999 | 4.º             | 271 173         | 8,7 / 100,0     | 0,7             | 12 / 135  | 1   | Oposição          |
| 2003 | 3.º             | 544 324         | 16,4 / 100,0    | 7,7             | 23 / 135  | 11  | Governo           |
| 2006 | 3.º             | 416 355         | 14,0 / 100,0    | 2,4             | 21 / 135  | 2   | Governo           |
| 2010 | 5.º             | 219 173         | 7,0 / 100,0     | 7,0             | 10 / 135  | 11  | Oposição          |
| 2012 | 3.º             | 498 124         | 13,7 / 100,0    | 6,7             | 21 / 135  | 11  | Apoio parlamentar |
| 2015 | Juntos pelo Sim | Juntos pelo Sim | Juntos pelo Sim | Juntos pelo Sim | 20 / 135  | 1   | Governo           |
| 2017 | 3.º             | 929 407         | 21,4 / 100,0    |                 | 32 / 135  | 12  | Governo           |
| 2019 | 2.º             | 603 607         | 21,3 / 100,0    | 0,1             | 33 / 135  | 1   |                   |

### Eleições locais

#### Resultados referentes à Catalunha
| Data | CI. | Votos   | %            | +/- | Mandatos      | +/-   |
| ---- | --- | ------- | ------------ | --- | ------------- | ----- |
| 1979 | 5.º | 103 547 | 3,9 / 100,0  |     | 210 / 8 223   |       |
| 1983 | 5.º | 84 984  | 2,9 / 100,0  | 1,0 | 155 / 8 199   | 55    |
| 1987 | 6.º | 74 700  | 2,5 / 100,0  | 0,4 | 185 / 8 186   | 30    |
| 1991 | 5.º | 91 995  | 3,4 / 100,0  | 0,9 | 228 / 8 328   | 43    |
| 1995 | 5.º | 203 053 | 6,3 / 100,0  | 2,9 | 526 / 8 426   | 298   |
| 1999 | 5.º | 224 955 | 7,7 / 100,0  | 1,4 | 676 / 8 497   | 150   |
| 2003 | 3.º | 414 549 | 12,8 / 100,0 | 5,1 | 1 278 / 8 690 | 602   |
| 2007 | 3.º | 334 923 | 11,7 / 100,0 | 1,1 | 1 580 / 8 932 | 302   |
| 2011 | 4.º | 257 705 | 9,0 / 100,0  | 2,7 | 1 377 / 9 132 | 203   |
| 2015 | 3.º | 510 137 | 16,4 / 100,0 | 7,4 | 2 384 / 9 077 | 1 007 |
| 2019 | 1.º | 821 031 | 23,5 / 100,0 | 7,1 | 3 107 / 9 077 | 723   |

### Eleições europeias

#### Resultados referentes à Catalunha
| Data | CI. | Votos   | %            | +/-  | Deputados | +/-     | Coligação                                   |
| ---- | --- | ------- | ------------ | ---- | --------- | ------- | ------------------------------------------- |
| 1987 | 6.º | 112 107 | 3,7 / 100,0  |      | 1 / 60    |         | A Esquerda dos Povos                        |
| 1989 | 6.º | 78 408  | 3,3 / 100,0  | 0,4  | 1 / 60    | Estável | Pela Europa dos Povos                       |
| 1994 | 5.º | 141 285 | 5,5 / 100,0  | 2,2  | 0 / 64    | 1       | Pela Europa dos Povos                       |
| 1999 | 4.º | 174 374 | 6,1 / 100,0  | 0,6  | 2 / 64    | 2       | Coligação Nacionalista - A Europa dos Povos |
| 2004 | 4.º | 249 757 | 11,8 / 100,0 | 5,7  | 1 / 54    | 1       | Europa dos Povos                            |
| 2009 | 4.º | 181 213 | 9,2 / 100,0  | 2,6  | 1 / 54    | Estável | Europa dos Povos - Verdes                   |
| 2014 | 1.º | 595 493 | 23,7 / 100,0 | 14,5 | 2 / 54    | 1       |                                             |
| 2019 | 3.º | 733 401 | 21,2 / 100,0 | 2,5  | 2 / 54    | Estável | Agora Repúblicas                            |